# Kurpark Swinemünde

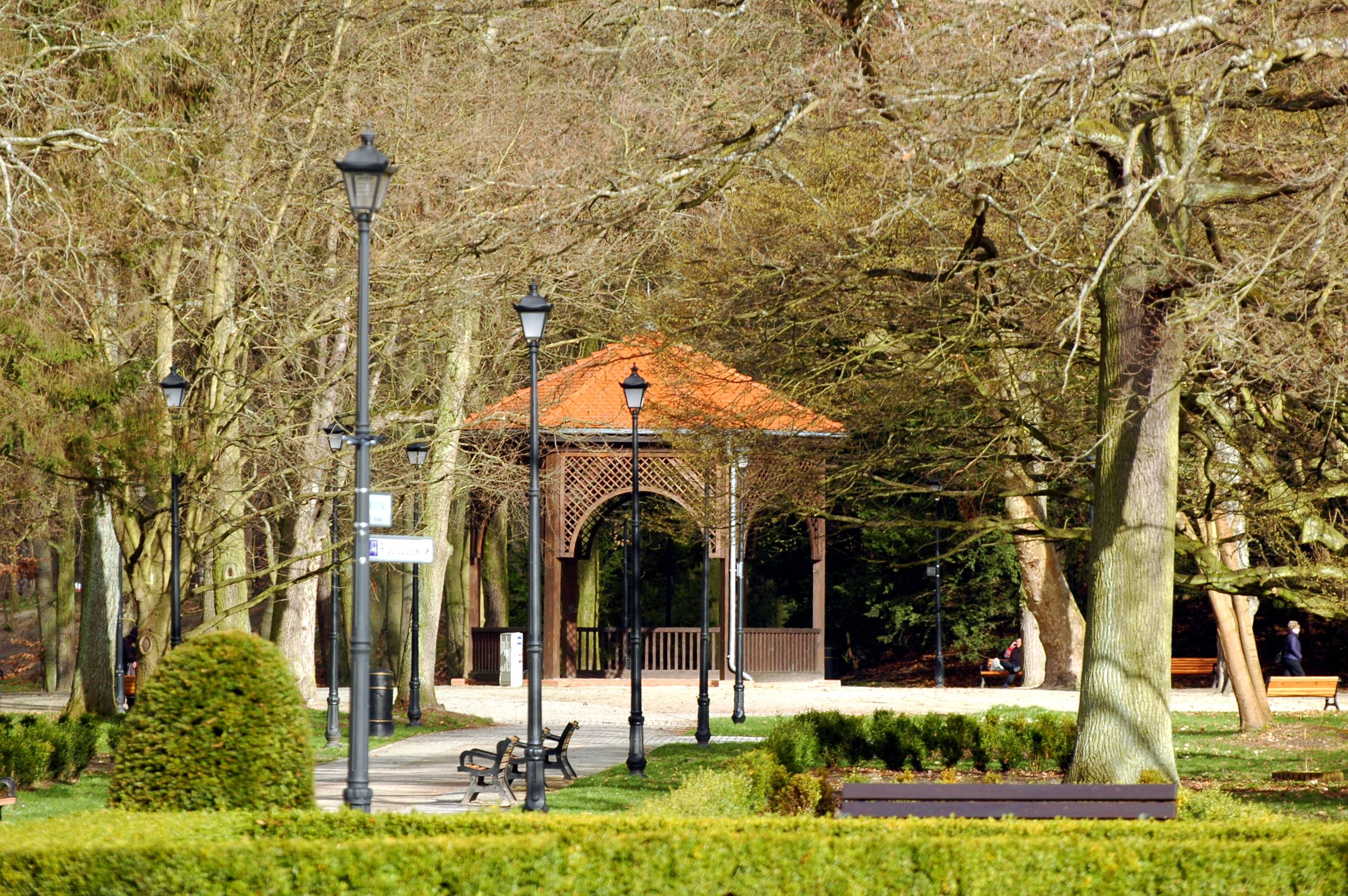
Pavillon im Kurpark Swinemünde

Der Kurpark (polnisch Park Zdrojowy) in Świnoujście (deutsch Swinemünde) zwischen Altstadt und Villenkolonie Strand geht u. a. auf eine Gestaltung von Peter Joseph Lenné zurück.
In der Zeit vor der Stadtgründung war das Gelände des gegenwärtigen Parks eine ausgedehnte Sandbank. Unter Friedrich dem Großen wurde nach 1740 die Ausfahrt der Swine durch Molen befestigt und Sand begann sich hier abzulagern. 1818–1823 wurden steinerne Molen errichtet. Das verlandete Gebiet war ein Gewirr von Dünen, Morast und Wasserlöchern. Das Kurhaus wurde 1825/26 an der Swine errichtet. Das Kurhaus war damals durch einen Fußpfad zugänglich, später wurde die Königsallee angelegt. Auf Initiative des pommerschen Regierungspräsidenten und angesichts des Interesses des Königs am ersten preußischen Seebad wurde Lenné mit einem Parkentwurf beauftragt. Lenné kam im Jahre 1826 nach Swinemünde und besichtigte das Gebiet. Zum zentralen Punkt wählte er das Kurhaus, an dem er die Aussichtsachsen sowie die Parkwege im weiter entlegenen Teil des Parks ausrichtete. Die Umsetzung des Plans verzögerte sich zunächst wegen Geldmangels. Als 1827 der König 2000 Taler bewilligte, schritten die Arbeiten voran. Lenné schickte einen Wagen voll Pflanzen für den Park. Angeblich blieb die Stadt Lenné die Bezahlung schuldig.
Später verlagerte sich das gesellschaftliche Leben Swinemündes an die Villenkolonie an der Küste. In dieser Zeit wurden prachtvolle Gärten an den Kurhäusern und der Seepromenade angelegt. Das „Fin de siècle“ gehörte zu den bewegendsten Zeiten in der Geschichte des Seebads Swinemünde. Nach dem Ersten Weltkrieg wurde das Parkgelände bis zur Neuen Straße (heute Ulica Mieszka I.) reduziert. Das Alte Kurhaus wurde abgerissen und an seiner Stelle wurden Wohnhäuser errichtet. In der Zwischenkriegszeit entstand ein neuer Westteil mit Tennisplätzen und Restaurants.
Beim US-amerikanischen Luftangriff auf Swinemünde 1945 nahezu die Hälfte der Stadt zerstört, wobei mindestens 23.000, möglicherweise mehr als 100.000 Menschen starben. Das Kurhaus brannte ab, sein Garten und das Parkgelände wurden verwüstet. Der Kurpark selbst wurde Schauplatz eines Kriegsverbrechens gegen Deutsche. Wegen der Heeresversuchsanstalt Peenemünde waren die Alliierten über den Ort bestens aufgeklärt. Markierungen der Bomberverbände kennzeichneten den Park trotzdem, obwohl im Kurpark tausende Flüchtlinge auf Weitertransport nach Westen warteten. Es wurden offenbar sogar Baumkrepierer eingesetzt, die beim Kontakt mit Ästen detonieren. Die Königsallee heißt heute Ulica Boleslawa Chrobrego.

## Nachweise
1. ↑  Robert Burkhardt: Kurpark Swinemünde und Lenné. In: Unser Pommerland. 1929, S. 322–324.
2. ↑  park zdrojowy. Abgerufen am 9. November 2024.
3. ↑  Preußische Allgemeine Zeitung, 12. März 2005

Koordinaten: 53° 54′ 48,6″ N, 14° 15′ 44″ O